# Stazione di Kita-Senzoku
La stazione di Kita-Senzoku (北千束駅?, Kita-Senzoku-eki) è una stazione ferroviaria di Tokyo che si trova a Ōta ed è servita dalla linea ● Ōimachi della Tōkyū Corporation.

## Linee
Tōkyū Corporation
● Linea Tōkyū Ōimachi

## Struttura
La stazione è costituita da due binari in parte in superficie e in parte su viadotto (ciò è dovuta alla conformazione collinare del terreno) con due marciapiedi laterali.
| 2 | ● Linea Ōimachi | per Ōokayama, Jiyūgaoka, Futako-Tamagawa e Mizonokuchi |
| 3 | ● Linea Ōimachi | per Hatanodai e Ōimachi                                |

## Stazioni adiacenti
| «                    | Servizio            | »                   |
| Linea Tōkyū Ōimachi  | Linea Tōkyū Ōimachi | Linea Tōkyū Ōimachi |
| -------------------- | ------------------- | ------------------- |
| Hatanodai            | Locale (A/B)        | Ōokayama            |
| L'espresso non ferma |                     |                     |